# Tessarotis
Tessarotis là một chi bướm đêm thuộc họ Geometridae.